# Dennis Marshall
Dennis Marshall Maxwell (n. 9 august 1985 - d. 23 iunie 2011) a fost un fotbalist costarican ca fundaș stânga, care a jucat pentru clubul danez de fotbal AaB și pentru naționala de fotbal din Costa Rica.
A murit în urma unui accident de mașină, când călătorea împreună cu soția lui, Meilyn Masís Castro, pe autostrada Braulio Carrillo din Costa Rica.
1. ↑  „15 Dennis Marshall” (în German). transfermarkt.de. Accesat în 30 octombrie 2010.

## Legături externe
- da  Official Danish Superliga stats
- CS Herediano profile
- Marshall.html Dennis Marshall pe site-ul National-Football-Teams.com